# Дюверней, Девин
Девин Дюверней (англ. Devin Duvernay, 12 сентября 1997, Сакси, Техас) — профессиональный футболист, выступающий на позиции уайд ресивера в клубе НФЛ «Балтимор Рэйвенс».

## Биография
Девин родился 12 сентября 1997 года в городе Сакси, расположенном в тридцати милях к северо-востоку от Далласа. У него есть брат-близнец Донован, родственником по материнской линии ему приходится Кайлер Мюррей. Во время учёбы в школе оба брата играли в футбол, бейсбол и баскетбол. Девин также выигрывал чемпионат штата в беге на 100 метров с результатом 10,27 с. После окончания школы он намеревался поступать в Бэйлорский университет, но затем изменил своё решение в пользу Техасского университета в Остине.

### Любительская карьера
В составе «Техас Лонгхорнс» Дюверней дебютировал в сезоне 2016 года. Он сыграл в двенадцати матчах, в двух из них — в стартовом составе. С 412 ярдами на приёме он стал вторым по продуктивности ресивером команды. В 2017 году Девин провёл тринадцать игр. Постоянное место в стартовом составе он получил на третий год обучения. В сезоне 2018 года Дюверней сыграл в четырнадцати матчах, набрав 546 ярдов с четырьмя тачдаунами.
Прорывным для него стал заключительный сезон в колледже. В тринадцати играх 2019 года Дюверней набрал на приёме 1 386 ярдов, второй результат в истории университета. Он стал лучшим принимающим конференции Big-12 в нескольких статистических показателях, был включён в символическую сборную звёзд конференции. Также Девин назывался в числе претендентов на титул Игрока года в нападении в Big-12 и награду Фреда Билетникоффа, лучшему принимающему студенческого футбола.

#### Статистика выступлений в NCAA
| Сезон | Команда         | Игры | Приём | Приём | Приём | Приём | Вынос | Вынос | Вынос | Вынос |
| Сезон | Команда         | Игры | Rec   | Yds   | Y/A   | TD    | Att   | Yds   | Y/A   | TD    |
| ----- | --------------- | ---- | ----- | ----- | ----- | ----- | ----- | ----- | ----- | ----- |
| 2016  | Техас Лонгхорнс | 12   | 20    | 412   | 20,6  | 3     | 0     | 0     | 0,0   | 0     |
| 2017  | Техас Лонгхорнс | 13   | 9     | 124   | 13,8  | 0     | 0     | 0     | 0,0   | 0     |
| 2018  | Техас Лонгхорнс | 14   | 41    | 546   | 13,3  | 4     | 1     | 10    | 10,0  | 0     |
| 2019  | Техас Лонгхорнс | 13   | 106   | 1 386 | 13,1  | 9     | 10    | 24    | 2,4   | 1     |
| Всего | Всего           | 52   | 176   | 2 468 | 14,0  | 16    | 11    | 34    | 3,1   | 1     |

### Профессиональная карьера
Перед драфтом НФЛ 2020 года аналитик сайта Bleacher Report Мэтт Миллер выделял отличные для слот-ресивера телосложение, быстроту и дистанционную скорость, видение поля, отсутствие боязни физического контакта с защитниками, его полезность на скрин-комбинациях. Минусами он отмечал всего один проведённый на высоком уровне сезон в колледже, ограниченное количество маршрутов, на которых Дюверней работает, его зависимость от схемы игры в нападении. 
На драфте Дюверней был выбран «Балтимором» в третьем раунде под общим 92 номером. В июле он подписал с клубом четырёхлетний контракт новичка на общую сумму 4,6 млн долларов. В регулярном чемпионате НФЛ Девин дебютировал на первой игровой неделе сезона 2020 года. Большую часть игрового времени он получил в составе специальных команд «Рэйвенс», действуя на возвратах начальных ударов. В матче третьей недели против «Канзас-Сити Чифс» Дюверней занёс 93-ярдовый тачдаун на возврате панта, ставший для него первым в карьере.

#### Статистика выступлений в НФЛ

##### Регулярный чемпионат
| Сезон | Команда          | Игры | Приём | Приём | Приём | Приём | Вынос | Вынос | Вынос | Вынос |
| Сезон | Команда          | Игры | Rec   | Yds   | Y/A   | TD    | Att   | Yds   | Y/A   | TD    |
| ----- | ---------------- | ---- | ----- | ----- | ----- | ----- | ----- | ----- | ----- | ----- |
| 2020  | Балтимор Рэйвенс | 9    | 14    | 174   | 12,4  | 0     | 2     | 41    | 20,5  | 0     |
| Всего | Всего            | 9    | 14    | 174   | 12,4  | 0     | 2     | 41    | 20,5  | 0     |

* На 20 ноября 2020 года